# Gartenkalender auf das Jahr
Gartenkalender auf das Jahr (abreviado Gartenkalender) fue una revista con ilustraciones y descripciones botánicas que fue editada en Kiel donde se publicaron 7 números desde 1782 hasta 1789. Fue reemplazada por Kleine Gartenbibliothek.